# Arawa
Arawa je největším městem autonomního území Bougainville a třetím největším městem Papuy Nové Guineje (po Port Moresby a Lae). V roce 2000 zde žilo 36 443 obyvatel. Nedaleko města se nachází důl Panguna.
Arawa byla hlavním městem autonomního území Bougainville, ale protože byla poničena během občanské války (koncem 90. let 20. století), bylo hlavní město přesunuto do města Buka na menším ostrově Buka.

## Historie
- Arawa byla založena roku 1884.
- Město bylo poničeno během občanské války na Bougainvillu.
- V roce 2019 proběhlo referendum o nezávislosti autonomního území Bougainville, kam Arawa patří. 97,7 % hlasujících vyslovilo pro nezávislost na Papui Nové Guineji. Výsledek referenda je pro parlament Papuy Nové Guineje nezávazný a konečné rozhodnutí závisí na jednání parlamentu.[1][2]
- Arawa by měla tedy od roku 2027 být hlavním městem nového státu Boungainville.

## Jazyky
Ve městě se používá angličtina, tok pisin a naasioi.